# Disocactus nelsonii
Disocactus nelsonii, vrsta kaktusa iz Gvatemale, Hondurasa i Meksika
- Porodica:  Cactaceae
- Preporučena temperatura:  Noć: 10-12°C
- Tolerancija hladnoće:  držati ga iznad 10°C
- Minimalna temperatura:  15°C
- Izloženost suncu:  treba biti na svjetlu
- Porijeklo:  Meksiko  (Chiapas)

## Vanjske poveznice
|  | Wikivrste imaju podatke o taksonu Disocactus nelsonii |